# آلیسون هانیگان
آلیسون هانیگان (به انگلیسی: Alyson Hannigan) (زاده ۲۴ مارس ۱۹۷۴ در واشینگتن، دی.سی.) بازیگر آمریکایی است.
او به خاطر بازی در سریال‌های آشنایی با مادر و بافی قاتل خون‌آشام‌ها و فیلم عروسی آمریکایی مشهور است
او متولد واشینگتن و تنها فرزند از پدری ایرلندی و مادری یهودی تبار است. وی در سال ۲۰۰۹ صاحب ۲ دختر شد.

## گزیده فیلم‌شناسی
فهرست برخی از فیلم‌هایی که آلیسون هانیگان در آنها به ایفای نقش پرداخته است:
- پسرها و دخترها در نقش بتی
- پای آمریکایی در نقش میشل فلاهرتی
- دیت مووی در نقش جولیا جونز
- پای آمریکایی ۲ در نقش میشل فلاهرتی
- عروسی آمریکایی در نقش میشل فلاهرتی
- تجدید دیدار آمریکایی در نقش میشل فلاهرتی
- بافی قاتل خون‌آشام‌ها در نقش ویلو روزنبرگ
- آشنایی با مادر در نقش لیلی آلدرین
- نامادریم یک بیگانه است در نقش جسی مایلز
- مرد مرده در محوطه دانشگاه